# Diataga leptosceles
Diataga leptosceles är en fjärilsart som beskrevs av Walsingham 1914. Diataga leptosceles ingår i släktet Diataga och familjen äkta malar. Inga underarter finns listade i Catalogue of Life.